# Mellizinkalita
La mellizinkalita és un mineral de la classe dels halurs. Rep el nom de les paraules llatines, mellis (mel), zincum i kalium, al·ludint al seu color i als cations que defineixen les espècies: zinc i potassi.

## Característiques
La mellizinkalita és un halur de fórmula química K₃Zn₂Cl₇. Va ser aprovada com a espècie vàlida per l'Associació Mineralògica Internacional el 2014, sent publicada l'any 2015. Cristal·litza en el sistema triclínic. Químicament es troba relacionada amb la criobostrixita (hidratada) i amb la flinteïta (anhidra).
L'exemplar que va servir per a determinar l'espècie, el que es coneix com a material tipus, es troba conservat a les col·leccions del Museu Mineralògic Fersmann, de l'Acadèmia de Ciències de Rússia, a Moscou (Rússia), amb el número de registre: 4533/1.

## Formació i jaciments
Va ser descoberta a la fumarola Glàvnaia Tenoritóvaia, situada al segon con d'escòria de l'avanç nord de la Gran erupció fissural del volcà Tolbàtxik (Krai de Kamtxatka, Rússia), on es troba en forma de grans i cristalls poc definits. Aquest indret és l'únic a tot el planeta on ha estat descrita aquesta espècie mineral.